# Андромахи (Грчка)
Андромахи (грч. Ανδρομάχη) је насељено место у општини Катерини у периферији Средишња Македонија, Грчка. Према попису из 2021. године било је 1.043 становника.
Насеље је подигнуто после Грчког грађанског рата и први пут се помиње на попису из 1961. године са 115 становника.